# AFC North
De American Football Conference North Division of AFC North is een divisie van de NFL's American Football Conference. De divisie heeft vier deelnemers: Baltimore Ravens, Cincinnati Bengals, Cleveland Browns en de Pittsburgh Steelers.

## Teams
De volgende teams hebben in de AFC North gespeeld:
| Team                | Stad                     | Periode in AFC North | AFC North-titels | Super Bowls    | Eerdere naam |
| ------------------- | ------------------------ | -------------------- | ---------------- | -------------- | ------------ |
| Baltimore Ravens    | Baltimore, Maryland      | 2002–heden           | 8                | 1 (2012)       |              |
| Cincinnati Bengals  | Cincinnati, Ohio         | 2002–heden           | 6                | geen           |              |
| Cleveland Browns    | Cleveland, Ohio          | 2002–heden           | geen             | geen           |              |
| Pittsburgh Steelers | Pittsburgh, Pennsylvania | 2002–heden           | 9                | 2 (2005, 2008) |              |

## Divisie-indeling
De AFC North werd samen met de AFC South opgericht in 2002, toen het aantal divisies in de NFC en de AFC werd vergroot van drie naar vier. De AFC North en South kwamen in de plaats van de AFC Central. Vier van de zes AFC Central-teams spelen nu in de AFC North (de Jacksonville Jaguars en de Tennessee Titans werden geplaatst in de AFC South). Je zou de AFC North dan ook kunnen zien als opvolger van de AFC Central.
- 2002–heden: Baltimore Ravens, Cincinnati Bengals, Cleveland Browns en Pittsburgh Steelers

## Winnaars
In dit overzicht zijn de ploegen te vinden die zich voor de AFC North wisten te plaatsen voor de play-offs, met tussen haakjes de bereikte ronde.
| Kleur of afkorting | Betekenis                                  |
| ------------------ | ------------------------------------------ |
| Geel               | AFC North-team won AFC-titel en Super Bowl |
| Rood               | AFC North-team won AFC-titel               |
| (SB)               | Team won AFC-titel en Super Bowl           |
| (F)                | Team won AFC-titel                         |
| (HF)               | Team verloor AFC Championship              |
| (KF)               | Team verloor Divisional Playoffs           |
| (WC)               | Team verloor Wild Card Playoffs            |

| Seizoen | Divisie-winnaar          | Balans  | Percentage | Wild-Card-teams                                   |
| ------- | ------------------------ | ------- | ---------- | ------------------------------------------------- |
| 2002    | Pittsburgh Steelers (KF) | 10-1-5  | 0,656      | Cleveland Browns (WC)                             |
| 2003    | Baltimore Ravens (WC)    | 10-0-6  | 0,625      |                                                   |
| 2004    | Pittsburgh Steelers (HF) | 15-0-1  | 0,938      |                                                   |
| 2005    | Cincinnati Bengals (WC)  | 11-0-5  | 0,688      | Pittsburgh Steelers (SB)                          |
| 2006    | Baltimore Ravens (KF)    | 13-0-3  | 0,813      |                                                   |
| 2007    | Pittsburgh Steelers (WC) | 10-0-6  | 0,625      |                                                   |
| 2008    | Pittsburgh Steelers (SB) | 12-0-4  | 0,750      | Baltimore Ravens (HF)                             |
| 2009    | Cincinnati Bengals (WC)  | 10-0-6  | 0,625      | Baltimore Ravens (KF)                             |
| 2010    | Pittsburgh Steelers (F)  | 12-0-4  | 0,750      | Baltimore Ravens (KF)                             |
| 2011    | Baltimore Ravens (HF)    | 12-0-4  | 0,750      | Pittsburgh Steelers (WC), Cincinnati Bengals (WC) |
| 2012    | Baltimore Ravens (SB)    | 10-0-6  | 0,625      | Cincinnati Bengals (WC)                           |
| 2013    | Cincinnati Bengals (WC)  | 11-0-5  | 0,688      |                                                   |
| 2014    | Pittsburgh Steelers (WC) | 11-0-5  | 0,688      | Cincinnati Bengals (WC), Baltimore Ravens (KF)    |
| 2015    | Cincinnati Bengals (WC)  | 12-0-4  | 0,750      | Pittsburgh Steelers (KF)                          |
| 2016    | Pittsburgh Steelers (HF) | 11-0-5  | 0,688      |                                                   |
| 2017    | Pittsburgh Steelers (KF) | 13-0-3  | 0,813      |                                                   |
| 2018    | Baltimore Ravens (WC)    | 10-0-6  | 0,625      |                                                   |
| 2019    | Baltimore Ravens (KF)    | 14-0-2  | 0,875      |                                                   |
| 2020    | Pittsburgh Steelers (WC) | 12-0-4  | 0,750      | Cleveland Browns (KF), Baltimore Ravens (KF)      |
| 2021    | Cincinnati Bengals (F)   | 10-0-7  | 0,588      | Pittsburgh Steelers (WC)                          |
| 2022    | Cincinnati Bengals (SF)  | 12-0-4* | 0,750      | Baltimore Ravens (WC)                             |
| 2023    | Baltimore Ravens (KF)    | 13-0-4  | 0,765      | Cleveland Browns (WC), Pittsburgh Steelers (WC)   |
| 2024    | Baltimore Ravens (KF)    | 12-0-5  | 0,706      | Pittsburgh Steelers (WC)                          |

*) De wedstrijd tussen de Cincinatti Bengals en de Buffalo Bills werd gestaak vanwege de hartaanval van Damar Hamlin van de Bills. Omdat deze wedstrijd geen invloed meer had op de uiteindelijke eindstand, werd de wedstrijd ook niet uitgespeeld.

## Records en trivia
- De Pittsburgh Steelers zijn het succesvolste team in de AFC North-periode, met de meeste divisie-titels en twee zeges in de Super Bowl
- De Baltimore Ravens zijn het laatste AFC North-team dat de Super Bowl wist te winnen (in 2012).
- De Cleveland Browns zijn het AFC North-team dat het langst wacht op plaatsing voor de play-offs (laatste keer was in 2002).
- De beste score voor een AFC North-team in het reguliere seizoen is 0,938 (15 zeges en 1 nederlaag). Dit werd behaald door de Pittsburgh Steelers in 2004.
- De slechtste score voor een AFC North-team in het reguliere seizoen is alles verliezen (16 duels). Dit werd behaald door de Cleveland Browns in 2017.
- In 2005 gingen de Pittsburgh Steelers de play-offs in als zesde reekshoofd in de AFC[4]. Met hun Super Bowl-zege waren ze de eerste ploeg die de Super Bowl wist te winnen als zesde reekshoofd. Vijf jaar later verloren ze de Super Bowl van de Green Bay Packers, het tweede en (tot op 2019) laatste team dat de Super Bowl wist te winnen als zesde reekshoofd.

American Football Conference
National Football Conference
Super Bowl · Pro Bowl